# Eriococcus smithi
Eriococcus smithi är en insektsart som beskrevs av Lobdell 1929. Eriococcus smithi ingår i släktet Eriococcus och familjen filtsköldlöss. Inga underarter finns listade i Catalogue of Life.